# NGC 1723
NGC 1723 је спирална галаксија у сазвежђу Еридан која се налази на NGC листи објеката дубоког неба.
Деклинација објекта је - 10° 58' 50" а ректасцензија 4h 59m 25,9s. Привидна величина (магнитуда) објекта NGC 1723 износи 11,7 а фотографска магнитуда 12,7. Налази се на удаљености од 32,8000 милиона парсека од Сунца. NGC 1723 је још познат и под ознакама MCG -2-13-29, IRAS 04571-1103, PGC 16493.